# Khoa tai mũi họng

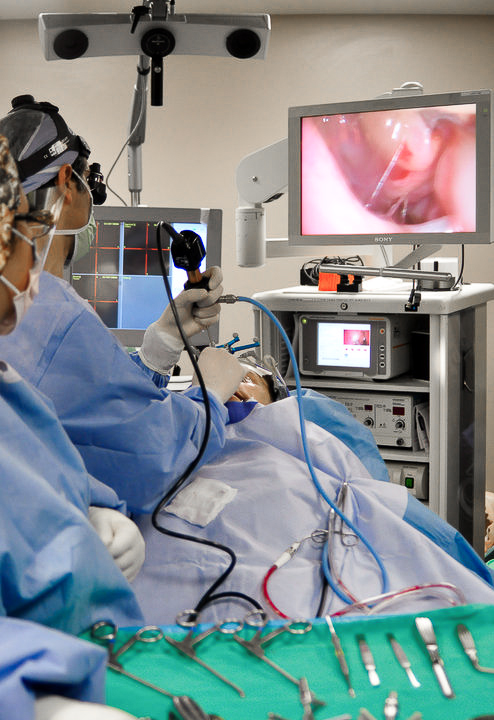
Phẫu thuật chuyên khoa

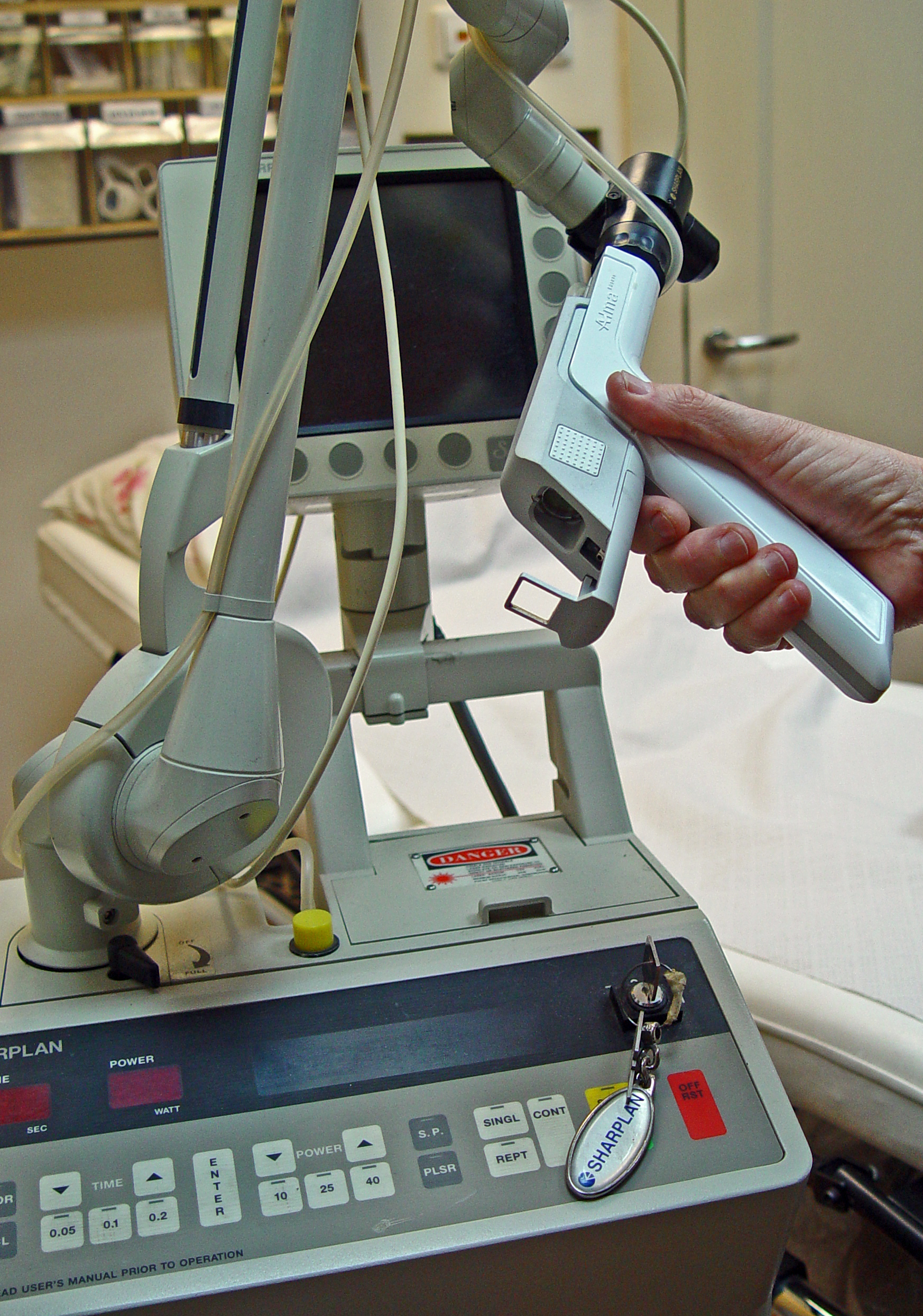
Máy chiếu laser CO_{2} cho phẫu thuật tai mũi họng

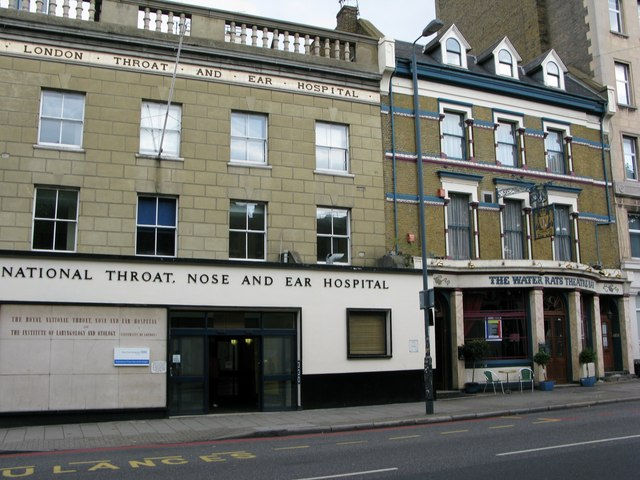
Viện Tai mũi họng Hoàng gia Anh, thành lập năm 1874 ở London

Khoa tai mũi họng (tiếng Anh: otorhinolaryngology /oʊtoʊˌraɪnoʊˌlærənˈɡɒlədʒi/, hay là otolaryngology) là khoa chuyên về khám chữa bệnh ở các bộ phận tai, mũi và họng. Khoa này cũng có liên hệ với các khoa khác như da liễu, hô hấp, nha khoa. Khoa tai mũi họng điều trị một số bệnh thường thấy như: viêm tai, ù tai, thính giác kém, viêm xoang (mũi), viêm họng, ung thư cũng như thực hiện các phẫu thuật thẩm mỹ chỉnh hình khác.